# Meanwhile EP
Meanwhile EP é o terceiro extended play da banda virtual britânica Gorillaz, lançado em 26 de agosto de 2021. O EP foi lançado como uma celebração do evento anual inglês conhecido como Carnaval de Notting Hill em Londres, que devido à pandemia de COVID-19 foi cancelado em 2021.

## Faixas
| N.º            | Título                                              | Duração |  |
| 1.             | "Meanwhile" (Com Jelani Blackman e Barrington Levy) | 03:09   |  |
| 2.             | "Jimmy Jimmy" (com AJ Tracey)                       | 03:03   |  |
| 3.             | "Déjà vu (Live from NW10)" (Com Alicaì Harley)      | 03:41   |  |
| Duração total: | Duração total:                                      | 09:53   |  |